# MacWrite
MacWrite war das graphische Textverarbeitungsprogramm, das 1984 zusammen mit den ersten Apple Macintosh ausgeliefert wurde. MacWrite und das Zeichenprogramm MacPaint, das ebenfalls mit den ersten Macs ausgeliefert wurde, waren die ersten Programme, die WYSIWYG auf Macintoshs und Personalcomputern überhaupt zu einer weiten Verbreitung verhalfen.

## Funktion
Vor MacWrite gab es lediglich zeichenorientierte Textprogramme, die einen beschränkten ASCII-Zeichensatz verwendeten, der sowohl für die Bildschirmdarstellung als auch für den Druck verwendet wurde. Die Formatierung erfolgte über unterschiedliche Tastenkombinationen, für die man oft mehrere Finger gleichzeitig benötigte, und dennoch war das Druckbild erst nach dem Ausdruck auf dem Papier sichtbar und musste dann oft noch korrigiert werden. Ein Beispiel für diese Art der Textverarbeitung ist das damals weitverbreitete WordStar.
Mit MacWrite konnten erstmals viele Endanwender ihre Texte mit den neuen Konzepten und Techniken bearbeiten, die heute noch kaum verändert üblich sind. Das Menü am linken oberen Bildschirmrand, die Rollbalken, Lineale, Vorratsbehälter für normale und für Dezimal-Tabulatorstopps, die man mit der Maus an die gewünschte Stelle schieben konnte usw. Im Hauptmenü gab es nicht nur Ablage, Bearbeiten und Auffinden, sondern auch Format, Zeichensatz und Stil für unterschiedliche Lineale, Absatzformate, Zeichensätze – damals standardmäßig enthalten waren New York, Geneva, Toronto, Monaco, Chicago, Venice, London und Athens jeweils in 8, 12, 14, 18, 24 Punkten – sowie Standarddruck, Fettdruck, Kursiv, Unterstrichen, Konturschrift und Schattiert.